# Cracticus
Cracticus là một chi chim trong họ Cracticidae.

## Hình ảnh

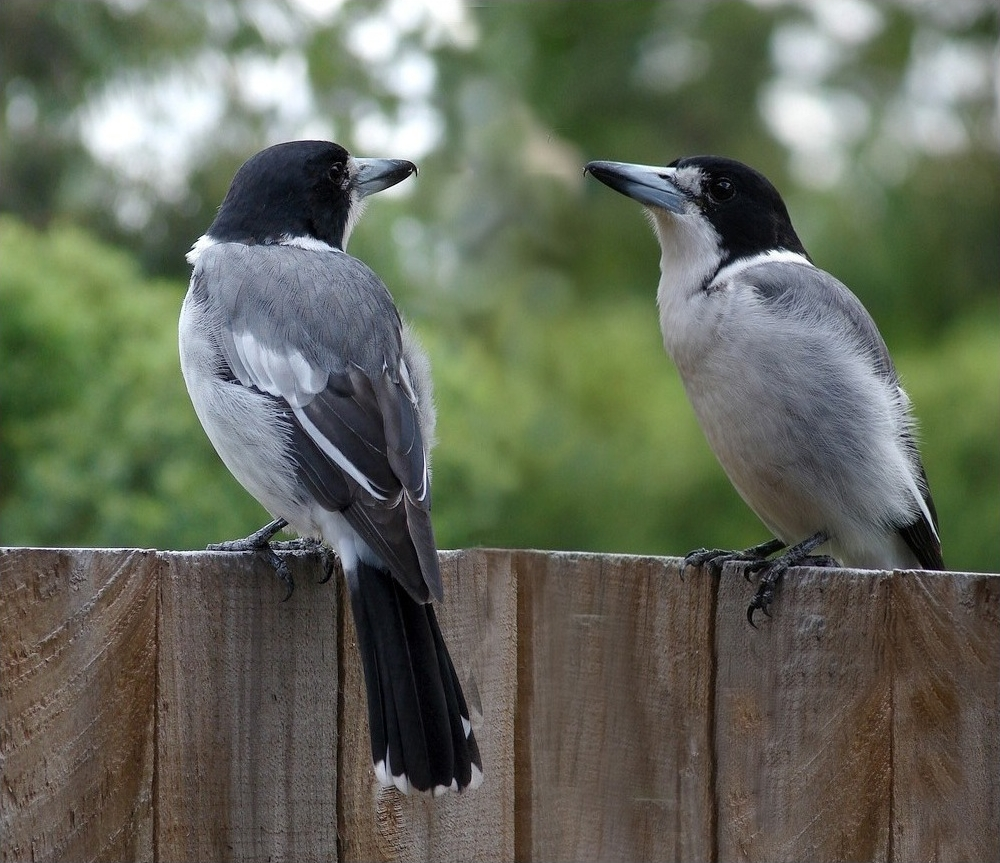
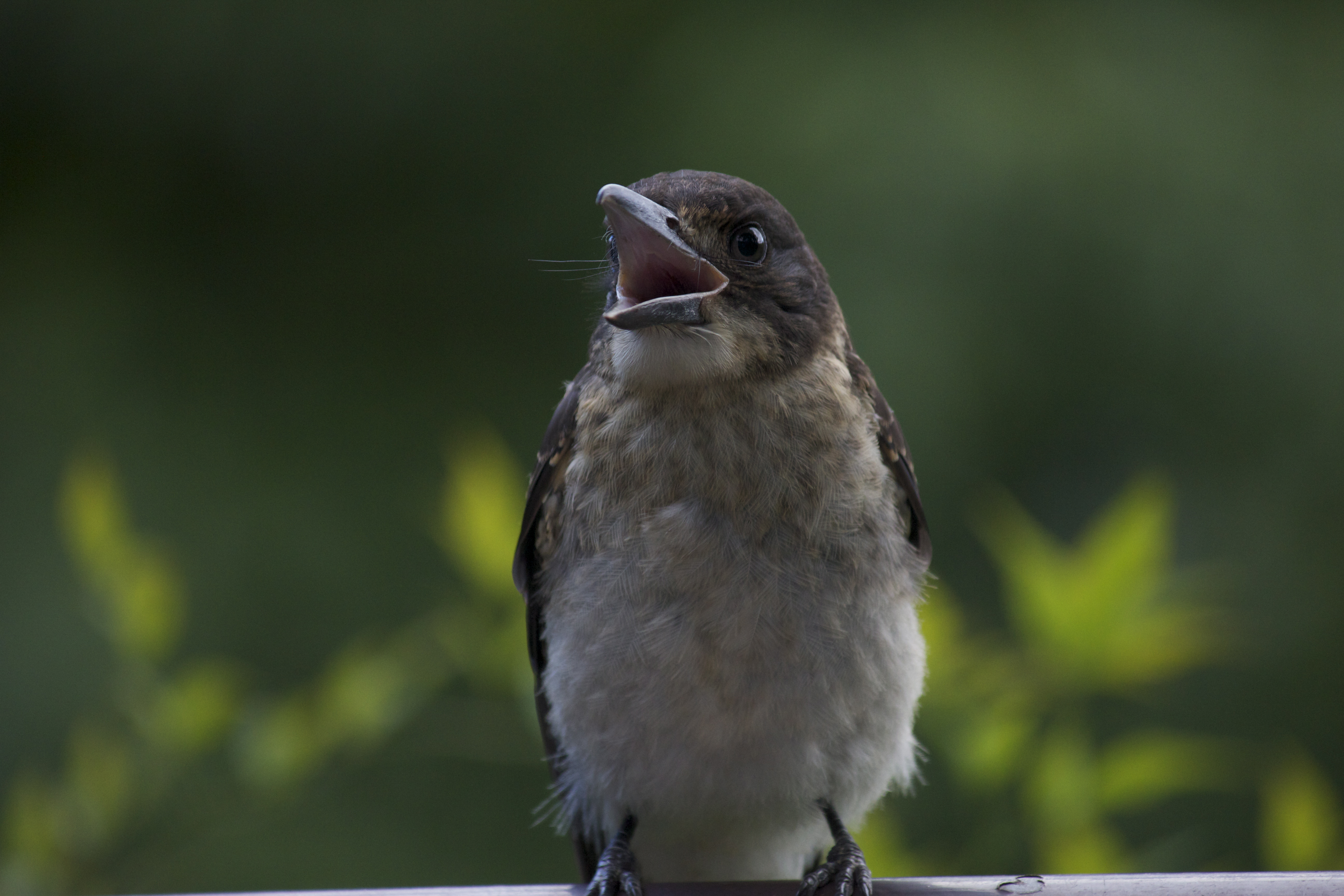
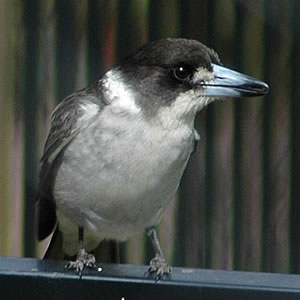
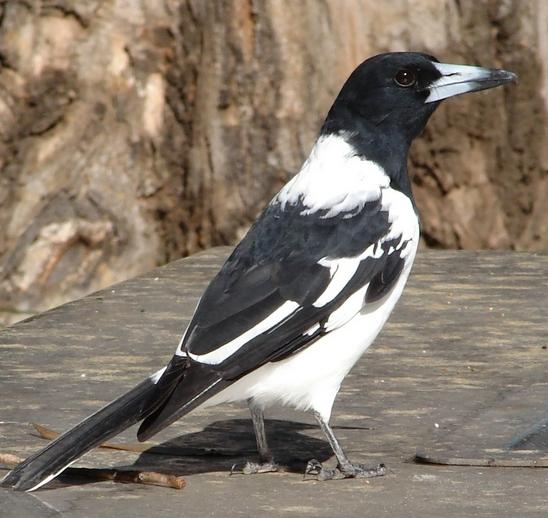

## Các loài
- Cracticus tibicen
- Cracticus quoyi
- Cracticus spaldingi
- Cracticus nigrogularis
- Cracticus cassicus
- Cracticus louisiadensis
- Cracticus mentalis
- Cracticus torquatus
- Cracticus argenteus